# Встреча (картина Курбе, 1854)
«Встреча», или «Bonjour, Monsieur Courbet» (фр. La rencontre, ou «Bonjour Monsieur Courbet») — картина французского художника Гюстава Курбе, написанная написанная маслом на холсте в 1854 году.
Картина традиционно интерпретируется как изображение встречи Курбе со своим покровителем Альфредом Бруясом, его слугой Каласом и собакой во время путешествия в Монпелье. Композиция основана на легенде о странствующем Агасфере.
«Встреча» была выставлена в Париже на всемирной выставке 1855 года, где критики высмеяли её и дали название «Bonjour, Monsieur Courbet». После этого Бруяс не выставлял «Встречу», пока не подарил её Музею Фабра в Монпелье в 1868 году.